# Shuhei Akasaki
Shuhei Akasaki (født 1. september 1991) er en japansk fodboldspiller.
Han har spillet for flere forskellige klubber i sin karriere, herunder Kashima Antlers.